# Донован-Естейтс (Аризона)
Донован-Естейтс (англ. Donovan Estates) — переписна місцевість (CDP) в США, в окрузі Юма штату Аризона. Населення — 1295 осіб (2020).

## Географія
Донован-Естейтс розташований за координатами 32°42′34″ пн. ш. 114°40′42″ зх. д. / 32.70944° пн. ш. 114.67833° зх. д. (32.709354, -114.678223).  За даними Бюро перепису населення США в 2010 році переписна місцевість мала площу 0,31 км², уся площа — суходіл.

## Демографія
Згідно з переписом 2010 року, у переписній місцевості мешкало 1508 осіб у 374 домогосподарствах у складі 333 родин. Густота населення становила 4800 осіб/км².  Було 394 помешкання (1254/км²).
Расовий склад населення:
| - 53,4 % — білих - 0,6 % — чорних або афроамериканців - 0,5 % — корінних американців - 0,5 % — азіатів - 0,4 % — вихідців з тихоокеанських островів - 38,7 % — осіб інших рас |

До двох чи більше рас належало 5,8 %. Частка іспаномовних становила 93,4 % від усіх жителів.
За віковим діапазоном населення розподілялося таким чином: 35,1 % — особи молодші 18 років, 56,6 % — особи у віці 18—64 років, 8,3 % — особи у віці 65 років та старші. Медіана віку мешканця становила 29,1 року. На 100 осіб жіночої статі у переписній місцевості припадало 95,3 чоловіків;  на 100 жінок у віці від 18 років та старших — 84,0 чоловіків також старших 18 років.
Середній дохід на одне домашнє господарство  становив 40 629 доларів США (медіана — 37 938), а середній дохід на одну сім'ю — 40 913 долари (медіана — 38 906). За межею бідності перебувало 15,3 % осіб, у тому числі 20,4 % дітей у віці до 18 років та 17,0 % осіб у віці 65 років та старших.
Цивільне працевлаштоване населення становило 563 особи. Основні галузі зайнятості: освіта, охорона здоров'я та соціальна допомога — 15,8 %, роздрібна торгівля — 15,3 %, мистецтво, розваги та відпочинок — 15,1 %.